# فیلم وان پیس: ضد
فیلم وان پیس: ضد (انگلیسی: One Piece Film: Z) یک انیمه ژاپنی فانتزی، فیلم اکشن، فیلم ماجراجویی به کارگردانی تاتسویا ناگامینه محصول ۲۰۱۲ است.